# Огняново (област Благоевград)
 Тази статия е за селото в Пиринска Македония.  За другите български села, наречени Огняново, вижте Огняново.  За другите села, наречени Фотовища, вижте Фотовища (пояснение).
Огня̀ново (изписване до 1945 година: Огнѣново) е село в Югозападна България, община Гърмен, област Благоевград. Селото има население от около 1500 души (2010) и е балнеоложки център. До 1934 година селото носи името Фотовища, а до 1966 година – Огненово.

## География
Село Огняново е разположено на десния бряг на река Канина в подножието на родопския рид Дъбраш. От общинския център Гърмен е отдалечено на 4 километра северозападно, а най-близкият град е Гоце Делчев – на 12 километра на югозапад. От Благоевград се намира на около 118 километра югоизточно. Климатът е преходносредиземноморски с летен минимум и зимен максимум на валежите (средна годишна валежна сума около 700 мм). Край Огняново има находище на диатомит (кизелгур). Там е открит къс кизелгур с отпечатък на риба, което показва, че някога районът около Огняново е бил дъното на сладководно езеро.
Намира се на богат на растителност хълмист район, заобиколен от Пирин и Родопите. Има специфичен микроклимат, който е свързан с цъфтенето на естествените акациеви насаждения. Огняново е известен балнеоложки център, чийто най-популярен и голям минерален извор е познат под името Мирото.

### Минерални бани
На половин километър северно от селото в местността Крайселско има група от седем минерални извора и един сондажен кладенец с температура 35 – 39,5 °C и ниска минерализация, подходящи за лечение на заболявания на опорно-двигателния апарат, неврологични, гинекологични и урологични заболявания. Тук е построен профилакториум „Огняново“ – т.нар. Селски бани. На километър и половина североизточно от селото в местността Крайречно има втора голяма група минерални извори – Гоцеделчевски или Градските бани с темперарура 41 С. В 1963 година Огненово е обявено за балнеолечебен курорт с местно значение.
Минералната вода е без цвят, бистра и без мирис, като е слабо минерализирана, хидрокарбонатно-сулфатно-натриева, силициева, флуорна. Има силно алкална реакция PH 8.1 – 9.4. Минералната вода е подходяща за множество заболявания.

## История

### Етимология
Според академик Иван Дуриданов етимологията на името Фотовища е от първоначалния патроним на – ишти < -itji: *Хотовишти от фамилното име Хотов от личното име *Хото, съкратено от композита като чешкото Chotě-bud, старополското Chotemirus = Chociemir.
Според Васил Миков етимологията на Огняново е превод от гръцкия топоним Фотовища („фотос“ – светлина).

### Средновековие
В местността Грамадите на югозапад от Огняново има следи от средновековно селище, а в местността Градец са разкрити останки от наблюдателна кула.

### В Османската империя
Според народно предание Фотовища е продължение на старо българско селище с име Потопища. Под имената Хотогаща и Хотовища селото се споменава в османски данъчни регистри от втората половина на XV век, 1623 – 1625, 1635 – 1637, 1660 и 1671 година като преобладаващо християнско село, чието население се увеличава. Всъщност през 1478 – 1479 година се споменава с 1 мюсюлманско и 53 немюсюлмански домакинства. През 1519 година е посочено като село с 10 мюсюлмански и 76 немюсюлмански домакинства. През 1530 година се споменава отново с 10 мюсюлмански и 108 немюсюлмански домакинства. В документ от 1546 година се споменава, че селото спада към вакъфа на Коджа Мустафа паша. В джизие регистъра от 1615 година селото е натоварено да изплаща 31 ханета, а в този от 1635 година с 37 ханета. През 1660 година селото е натоварено с изплащането на 44 ханета. През 1671 година в Неврокоп били свикани посланици от всички села в казата да свидетелстват в съда, че им е била изплатена изкупената от държавата продукция. От мюсюлманските села бил пращан мюсюлманин, от християнските – християнин, а от смесените – мюсюлманин и християнин. Селата, в които живели хора с по-висок обществен статут, са представени от тях без значение от религията им. В този документ Огняново е представено от християнин. През 1723 година 8 мюсюлмани и 11 християни от Огняново са обложени с данъка авариз. Освен под името Хотовища (1625, на османски турски: حــوطــويــشــتــه), се споменава и под името Фотовища (на османски турски: فــوتــوشـتــه, فـتــوشـتــه).
През XIX век Фотовища, наричано също Фотовица и Фотигош, е смесено българо-помашко село в Неврокопска кааза на Османската империя. Българо-мохамеданите са преселници от неврокопските села Горно Дряново, Бабяк, Скребатно, Избища и други. През 1835 година във Фотовища е изградена църквата „Успение Богородично“, запазена и до днес. Надписът на входа гласи:
| „ | Храмъ престыѧ влдцы нашеѧ Бцды и приндвы Маріи честнагω и славнаго еѧ успеніѧ сьградисѧ съ доброволна-та помощь на жители-тіе ωт това село Потовище 18 марта 35 | “ |

Част от иконите в църквата са дело на Димитър Молеров. В 1859 година е отворено първото училище. Александър Синве („Les Grecs de l’Empire Ottoman. Etude Statistique et Ethnographique“), който се основава на гръцки данни, в 1878 година пише, че в Псотовиста (Psotovista), Мелнишка епархия, живеят 650 гърци. В „Етнография на вилаетите Адрианопол, Монастир и Салоника“, издадена в Константинопол в 1878 година и отразяваща статистиката на населението от 1873 година, Фотовища (Photovischta) е посочено като село с 85 домакинства, като жителите му са 40 помаци и 240 българи.
В 1889 година Стефан Веркович („Топографическо-этнографическій очеркъ Македоніи“) пише за Фотовища:
| „ | На един час разстояние на юг от село Дряново и на четвърт час от река Места се намира с. Фотовища, състоящо се от 65 християнски къщи, 122 данъчно задължени и 69 брачни двойки. Данъкът им е 6316 {\displaystyle \textstyle {\frac {3}{4}}} гроша. Освен това тук има 20 помашки къщи, от които се взима 1243 гроша данък. | “ |

В таблиците на книгата си Веркович отбелязва Фотовища с 64 български и 20 турски къщи.
В 1891 година Георги Стрезов пише за селото:
| „ | Фотовища (бълг. Фотегуш), при устието на Канина, от Неврокоп на ЮИ. Почва плодородна; главният поминък е земледелието. Българска църква и училище с 30 ученика. 100 къщи, 70 български 30 помашки. Половин час на С от Фотовища до Канина се намират минерални горещи води. | “ |

Според Васил Кънчов („Македония. Етнография и статистика“) Фотовища има 80 български и 20 турски къщи и към 1900 година населението му е 540 българи-християни, 200 турци и 30 цигани. В началото на XX век цялото християнско население на Фотовища е под върховенството на Българската екзархия. Според статистиката на секретаря на екзархията Димитър Мишев („La Macédoine et sa Population Chrétienne“) в 1905 година в селото има 764 българи екзархисти и 54 цигани. В селото има 1 начално българско училище с 2 учители и 50 ученици.
В рапорт до Иларион Неврокопски от 1909 година пише за селото:
| „ | С. Фотовища... Има равно хубаво място, разположено в плодородно поле. Има и минерални бани. Фотовища има 103 къщи български с 303 души население и 40 къщи помаци с 200 души население. Селяните се занимават със земеделие и скотовъдство. Земеделците обработват ориз, лозя, пшеница, ръж. Черквата „Успение Богородично“ е добра и хубава. Има 150 къщи турски, раздадени на селяните. Училището е старо засега. Приложено е до черквата. | “ |

В селото е образуван комитет на Вътрешната македоно-одринска революционна организация, оглавен от поп Ангел, и християнските му жители активно участват в Горноджумайското и Илинденското въстание, като на 6 май 1903 година 5 души от селото са убити с мъчения от турските власти.

### В България
Селото е освободено от османска власт на 12/25 октомври 1912 година по време на Балканската война от Седма рилска дивизия. Петдесет и шест души от Фотовища се включват като доброволци в Македоно-одринското опълчение. През периода 1913 – 1918 година в селото се заселват българи бежанци от Егейска Македония – предимно от селата Горно Броди и Каракьой. В 1924 година в селото е основано читалище „Борис Сарафов“, по-късно преименувано на „Асен Златаров – 1924“.
В 1927 – 1928 година е завършен водопроводът на Фотовища.
В 1923 година в селото е основана земеделска кооперация „Канина“, която наброява 58 члена към 1935 година. В 1926 година е създадена и животновъдна кооперация за застраховане на добитък, а в 1930 година – трудова горска производителна кооперация „Караорман“. Към 1935 г. горската кооперация има 39 члена, а животновъдната – 13.
| Учители и ученици в прогимназията през учебната 1926 – 1927 година | Учители и ученици в прогимназията през учебната 1926 – 1927 година | Учители и ученици в прогимназията през учебната 1926 – 1927 година | Учители и ученици в прогимназията през учебната 1926 – 1927 година | Учители и ученици в прогимназията през учебната 1926 – 1927 година | Учители и ученици в прогимназията през учебната 1926 – 1927 година | Учители и ученици в прогимназията през учебната 1926 – 1927 година | Учители и ученици в прогимназията през учебната 1926 – 1927 година | Учители и ученици в прогимназията през учебната 1926 – 1927 година | Учители и ученици в прогимназията през учебната 1926 – 1927 година |
| Класове                                                            | Ученици                                                            | Ученици                                                            | Ученици                                                            | Учители                                                            | Учители                                                            | Учители                                                            | Учителки                                                           | Учителки                                                           | Учителки                                                           |
| Класове                                                            | момчета                                                            | момичета                                                           | общо                                                               | редовни                                                            | волнонаемни                                                        | общо                                                               | редовни                                                            | волнонаемни                                                        | общо                                                               |
| ------------------------------------------------------------------ | ------------------------------------------------------------------ | ------------------------------------------------------------------ | ------------------------------------------------------------------ | ------------------------------------------------------------------ | ------------------------------------------------------------------ | ------------------------------------------------------------------ | ------------------------------------------------------------------ | ------------------------------------------------------------------ | ------------------------------------------------------------------ |
| първи                                                              | 26                                                                 | 5                                                                  | 31                                                                 | 1                                                                  | 1                                                                  | 2                                                                  |                                                                    | 2                                                                  | 2                                                                  |
| втори                                                              | 27                                                                 | 5                                                                  | 32                                                                 | 1                                                                  | 1                                                                  | 2                                                                  |                                                                    | 2                                                                  | 2                                                                  |
| трети                                                              | 20                                                                 | 0                                                                  | 20                                                                 | 1                                                                  | 1                                                                  | 2                                                                  |                                                                    | 2                                                                  | 2                                                                  |

В 1934 година с указ на деветнадесетомайското правителство името на селото, произхождащо от гръцкото φως, светлина, φωτιά, огън е преведено на български като Огнѣново, от 1945 година Огненово, а в 1966 името е трансформирано на Огняново. В 1961 година Огненово се отделя в самостоятелна община заедно със селата Балдево, Осиково, Скребатно и Рибново.

## Огняново днес
В селото има кметство, поща, аптека, здравна служба, детска ясла и детска градина, пенсионерски клуб. Огняново е обособен балнеолечебен център, където този вид туризъм е широко разпространен. В селото има хотели и къщи, които дават стаи под наем. Изградени са за лечение множество минерални басейни.
Селото има футболен клуб „Минерал“ (Огняново), който обаче за последен път развива дейност през сезона 2009 – 2010 година, когато е на 11 място в областната група Благоевград.

## Население

### Етнически състав
Преброяване на населението през 2011 г.
Численост и дял на етническите групи според преброяването на населението през 2011 г.:
|                     | Численост |
| Общо                | 1634      |
| Българи             | 1177      |
| Турци               | 33        |
| Цигани              | 178       |
| Други               | 9         |
| Не се самоопределят | 16        |
| Неотговорили        | 221       |

## Религия
Изповядваните религии са източно православие и ислям. В селото има църква „Успение Богородично“, както и джамия. Църквата е построена в 1835 година и представлява трикорабна псевдобазилика, вкопана в земята, която днес е паметник на културата. Камбанарията ѝ е построена допълнително. Част от иконите от 1836 година са на Димитър Молеров. Иконата на Свети Йоан Кръстител, рисувана за църквата от Молеров с темпера върху дърво, се съхранява в Музейния комплекс в Банско.

## Политика
От 1999 година за кмет на Огняново е избрана Димитрия Гюрова. На местните избори в 2007 година за кмет на селото пак е избрана Димитрия Гюрова, отново издигната от политическата партия СДС. На местните избори в 2011 година за кмет за пореден път е избрана Димитрия Гюрова след балотаж.

## Говор
Огняново е сред селищата, където разпространен сред българоговорещото население е гоцеделчевският говор, който принадлежи към рупската подгрупа на източните български говори.
Характеристики
- Застъпници на стб. ѣ са ’а (пред твърда сричка) и ê (пред мека сричка): м’àстọ, р’àка, гол’ềми, д’ềт’е.
- Застъпник на стб. ѫ и ъ – винаги ъ: път’, сън’.
- Изговор на удареното o като уо дифтонг: куòн’ (кон), уòч’и (очи), гуòст (гост).
- Членна форма за м. р. под ударение -ъ и без ударение -ạ (полузатворено а): зъбъ̀ (зъбът), груòбạ (гробът).
- Интензивно използване на меки съгласни в края на думите: пет’, козèл’, нош’.[46]

Лексика
- мъкло̀ – мътна вода, мътилка[47]
- мумафчия – клюкар[48]

## Редовни събития
На патронния празник на църквата „Успение Богородично“ 15 август, се провежда традиционен събор, който продължава два дни с организирани концерти и борби.

## Личности
Родени в Огняново
- Ангел Спасов Бумбаров (1843 – 1909), български възрожденски просветен и църковен деец, баща на Никола Бумбаров
- Ангел Стойков, български учител в родното си село между 1845 и 1890 година[49]
- Ангел Цоклев, завършва класно училище в Ковачевица, а от 1862 година учител в родното си село[50]
- Бойко Рашков (р. 1954), български юрист и политик
- Вангел Попангелов Бумбаров (1883 – 1963), възпитаник на Цариградската духовна семинария. След завръщането в родния край, отказва духовния сан и става учител в Неврокoп. Директор на Неврокопската гимназия. Член на неврокопския революционен комитет. Добровелец в четата на дядо Георги Баташки. Дават сражение срещу турците над с. Плетена през октомври  1912 г. Свири на цигулка. Владее френски език. Син на Никола Ангелов Бумбаров и внук на Ангел Спасов Бумбаров.
- Георги Балтаджиев, учител в родното си село между 1845 и 1890 година[51]
- Димитър Благоев Матеров (1891 – 1971), възпитаник на Солунската търговска гимназия, индустриалец, финансист. Офицер от Първата световна война. Кавалер на орден „За храброст“. Общински съветник, обществен деятел, активен участник в движението за трезвеност. Владее френски, немски и турски езици.
- Иван Бумбаров, учител в селото между 1845 и 1890 година[52]
- Игнат Димитров Цоклев (1879 – след 1943), български революционер
- Илия Стойков, учи в родното си село, след това в Галатасарайския лицей в Цариград преди 1877 година, след това се занимава с търговия[53]
- Любен Пандев (р. 1949), български офицер, генерал-майор
- Никола Ангелов Бумбаров, дякон и учител във Фотовища през Възраждането[52]
- Никола Атанасов (1886 – 1944), български революционер и политик[54]
- Никола Дрянков, възрожденски просветен деец, учител и свещеник в родното си село между 1850 и 1862 година и в Ковачевица (1862)[55]
- Никола Парапанов (1874 – 1937), български военен деец и революционер
- Стоян Спасов Бумбаров, възрожденски просветен деец, брат на Ангел Бумбаров, след 1862 година е учител в селото си[52]

Македоно-одрински опълченци от Фотовища
- Ангел Ив. Бебечев (Бебечов, Бебешев, 1891 – ?), четата на Стоян Мълчанков, Четвърта рота на Тринадесета кукушка дружина, носител на орден „За храброст“ IV степен[56]
- Ангел Т. Димов, четата на Георги Мяхов[57]
- Апостол Попмагдалинчев (1876 – ?), четата на Георги Мяхов[58]
- Атанас Димитров (1882 – ?), нестроева рота на Десета прилепска дружина[59]
- Атанас Ив. Цоклев (1894 – ?), Втора рота на Десета прилепска дружина, носител на орден „За храброст“ IV степен[60]
- Борислав А. Станков (1892 – ?), четата на Георги Мяхов[61]
- Вангел Иванов Пандов (1886 – ?), четата на Стоян Мълчанков, Четвърта рота на Тринадесета кукушка дружина[62]
- Васил Д. Ангелов, 29-годишен, четата на Георги Мяхов[63]
- Георги Бебечев (1882 – ?), четата на Илия Тетимов, четата на Стоян Мълчанков, Тринадесета кукушка дружина, носител на орден „За храброст“ IV степен[56]
- Георги Божик Дренков (1883 – ?), четата на Георги Мяхов[64]
- Георги Бумбаров (1888 – ?), в 1910 година завършва с двадесет и четвъртия випуск Солунската българска мъжка гимназия,[65]
- Георги Бушбаров (1888 – ?), четата на Стоян Мълчанков[66]
- Георги Г. Ангелов, 20-годишен, земеделец, ІV отделение, Трета рота на Тринадесета кукушка дружина[67]
- Георги Григоров (1882 – ?), четата на Стоян Мълчанков[68]
- Георги Дим. Бебечев (1870 – ?), четата на Стоян Мълчанков[56]
- Георги Иванов Бебечев (1876 – след 1943), четата на Стоян Мълчанков, Втора рота на Тринадесета кукушка дружина, носител на орден „За храброст“ IV степен[56]
- Георги Ив. Магдалинин (1892 – ?), четата на Стоян Мълчанков, нестроева рота на Тринадесета кукушка дружина[69]
- Георги Иванов Магдолинчев (1872 – 1913), Втора рота на Тринадесета кукушка дружина, убит в Междусъюзническата война на 12 юни 1913 година[70]
- Георги Попмагдалинчев (1872 – ?), четата на Георги Мяхов[58]
- Георги Илчев (1884 – ?), четата на Георги Мяхов[71]
- Георги Лещенли (1884 – ?), четата на Стоя Мълчанков[72]
- Георги Ст. Матаров, четата на Георги Мяхов[73]
- Георги Тодоров Георгиев (1886 – ?), Трета рота на Тринадесета кукушка дружина[74]
- Георги Цоклев, четата на Илия Тетимов[60]
- Димитър Ангелов Стайков (1886 или 1890 – ?), четата на Стоян Мълчанков, Втора рота на Тринадесета кукушка дружина[75]
- Димитър Ат. Делиев (1887 – ?), четата на Георги Мяхов[76]
- Димитър Костадинов Гюрганчев (1877 – 1942), четата на Стоян Мълчанков[77]
- Димитър Николов (1886 – ?), четата на Стоян Мълчанков, Първа рота Четиринадесета воденска дружина[78]
- Димитър Спасов (1870 – ?), нестроева рота на Десета прилепска дружина[79]
- Ива Г. Гурманов (1867 – ?), нестроева рота на Десета прилепска дружина[80]
- Иван Лазаров (1882 – ?), четата на Стоян Мълчанков[81]
- Иван Спасов, Трета рота на Пета одринска дружина[82]
- Илия Бомбаров (Бумбаров, 1893 – ?), четата на Стоян Мълчанков, Първа рота на Тринадесета кукушка дружина, носител на бронзов медал[83]
- Илия Костадинов, четата на Георги Мяхов[84]
- Костадин Ан. Илиев (1889 – ?), четата на Георги Мяхов, Трета рота на Тринадесета кукушка дружина[85]
- Костадин Алексиев, 20-годишен, четата на Стоян Мълчанков, Петнадесета щипска дружина[86]
- Костадин Бошков (1887 – ?), четата на Георги Мяхов[87]
- Костадин С. Праматаров, четата на Георги Мяхов[88]
- Костадин Стоянов, четата на Георги Мяхов[89]
- Лазар Иванов Лазаров (1888 или 1891 – ?), четата на Георги Мяхов, Четвърта рота на Тринадесета кукушка дружина[90]
- Манол Георгиев (1886 или 1893 – ?), четата на Стоян Мълчанков, Втора рота на Четиринадесета воденска дружина[91]
- Найден Димитров (1876 – ?), Трета рота на Десета прилепска дружина, носител на бронзов медал[92]
- Никола Ат. Делиев (1885 – ?), четата на Георги Мяхов[76]
- Никола Г. Лазаров (1886 – ?), четата на Георги Мяхов[93]
- Никола Георгиев Терзиев, четата на Георги Мяхов[94]
- Стоян Георгиев (1872 – ?), нестроева рота на Десета прилепска дружина[59]
- Стоян Т. Манолев (1889 – ?), Трета рота на Тринадесета кукушка дружина[95]
- Стоян Тодоров (1885 – ?), четата на Стоян Мълчанков, носител на орден „За храброст“[96]
- Тодор Георг. Лазаров, четата на Георги Мяхов[97]
- Тодор Николов (1872 – ?), четата на Георги Мяхов[98]
- Тодор Стевасторов (1888 – ?), четата на Стоян Мълчанков[99]
- Цветко Попкемилчев (1883 – ?), четата на Георги Мяхов[100]

Починали в Огняново
- Костадин Алакушев (1875 – 1912), български революционер
- Стойко Пашкулев (? – 1912), български революционер

Свързани с Огняново
- Стоян Бабин Еленин, български учител във Фотовища (ок. 1850 – 1862), в Неврокоп и Ковачевица[101]